# ژوراویتسا
ژوراویتسا (به لهستانی:  Żurawica) یک روستا در لهستان است که در گمینا ژوراویتسا واقع شده‌است. ژوراویتسا ۴٬۷۰۲ نفر جمعیت دارد.